# Mystères joyeux
 (septembre 2023).
Si vous disposez d'ouvrages ou d'articles de référence ou si vous connaissez des sites web de qualité traitant du thème abordé ici, merci de compléter l'article en donnant les références utiles à sa vérifiabilité et en les liant à la section « Notes et références ».
Les mystères joyeux constituent la première des quatre séries de cinq mystères médités dans la prière catholique du rosaire. Ils concernent l'annonce, la venue et la présence au Temple de Jérusalem de Jésus enfant. Ils sont suivis par les mystères lumineux de la vie publique du Christ, jusqu'à l'institution de l'Eucharistie, les mystères douloureux de la Passion et les mystères glorieux, à commencer par celui de la Résurrection.
Depuis l'institution des mystères lumineux par Jean-Paul II, on récite et médite habituellement les mystères joyeux le lundi et le samedi.

## L'Annonciation

L'Annonciation à la Vierge Marie (et l'Incarnation du Verbe) (Annuntiatio)

Nous vous offrons, Seigneur Jésus, cette dizaine en l'honneur de l'Annonciation et nous vous demandons, par ce mystère et par l'intercession de Votre Très Sainte Mère, la grâce de l'humilité.

« Le sixième mois, l’ange Gabriel fut envoyé par Dieu dans une ville de Galilée, appelée Nazareth, à une vierge, accordée en mariage à un homme de la maison de David, appelé Joseph ; et le nom de la vierge était Marie. »

— Lc 1,26-27
Je vous salue, Marie pleine de grâces ; le Seigneur est avec vous. Vous êtes bénie entre toutes les femmes, et Jésus, s’incarnant dans votre sein très pur, le fruit de vos entrailles, est béni. Sainte Marie, Mère de Dieu, priez pour nous pauvres pécheurs, maintenant et à l'heure de notre mort. Amen.
- Images de l'Annonciation

## La Visitation

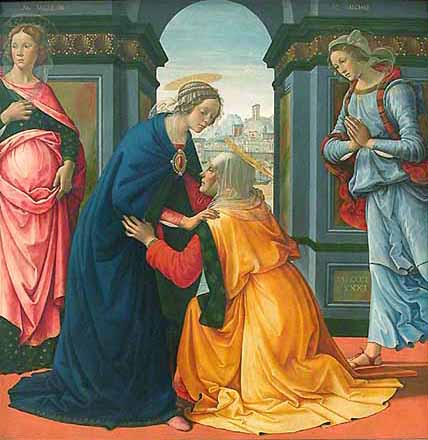
La Visitation de la Vierge Marie auprès d'Elisabeth (et le Magnificat) (Visitatio), tableau de Domenico Ghirlandaio.

Nous vous offrons, Seigneur Jésus, cette dizaine en l'honneur de la Visitation et nous vous demandons, par ce mystère et par l'intercession de Votre Très Sainte Mère, la grâce de la charité fraternelle.

« En ces jours-là, Marie se mit en route rapidement vers une ville de la montagne de Judée. Elle entra dans la maison de Zacharie et salua Élisabeth. Or, quand Élisabeth entendit la salutation de Marie, l’enfant tressaillit en elle. Alors, Élisabeth fut remplie de l’Esprit Saint, et s’écria d’une voie forte: “Tu es bénie entre toutes les femmes, et le fruit de tes entrailles est béni ! »

— Lc 1, 39-42
Je vous salue, Marie pleine de grâces ; le Seigneur est avec vous. Vous êtes bénie entre toutes les femmes, et Jésus, faisant tressaillir de joie Jean-Baptiste, le fruit de vos entrailles, est béni. Sainte Marie, Mère de Dieu, priez pour nous pauvres pécheurs, maintenant et à l'heure de notre mort. Amen.
- Images de la visitation

## La Nativité

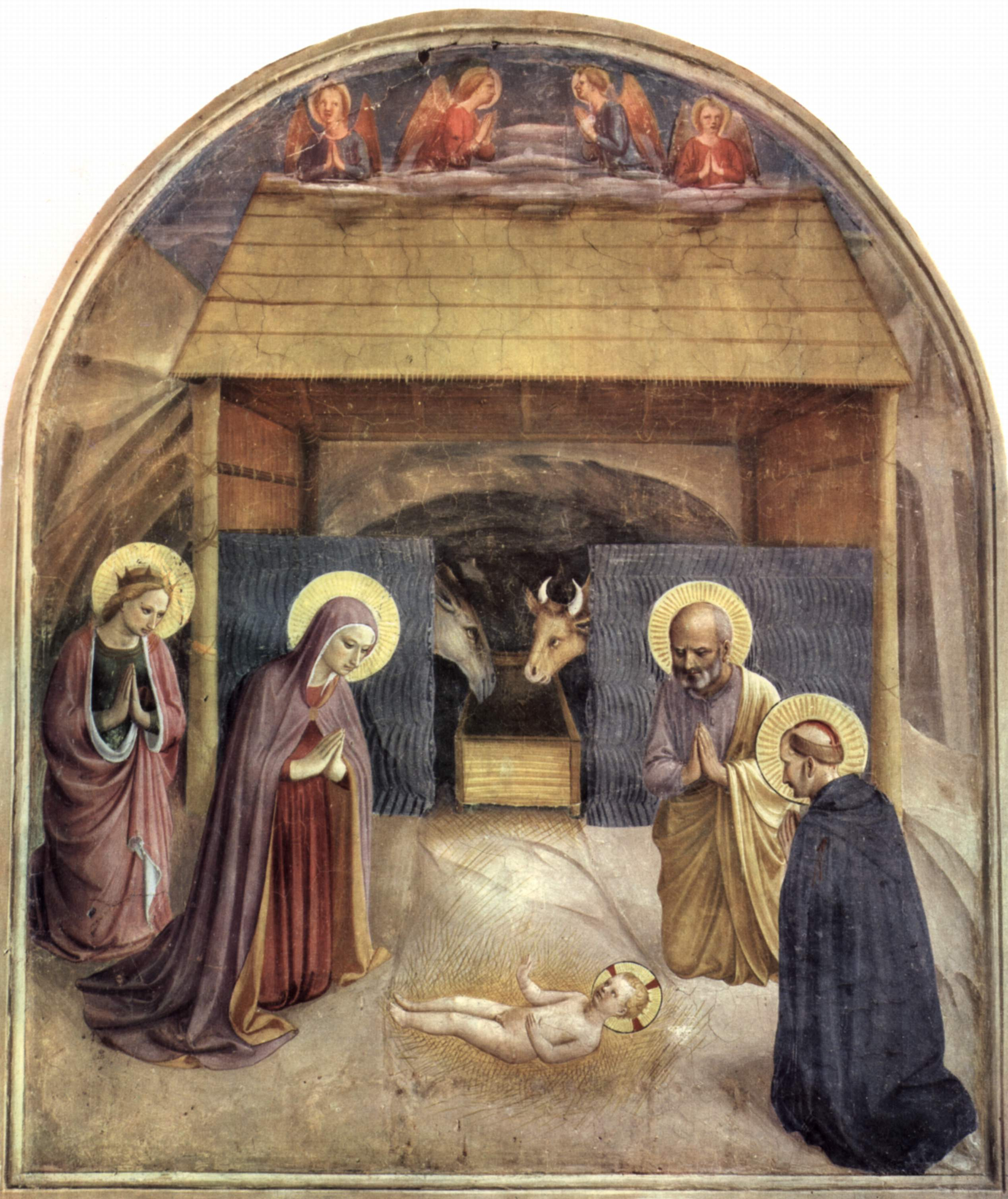

La Nativité de Jésus à Bethléem (Nativitas)
Nous vous offrons, Seigneur Jésus, cette dizaine en l'honneur de la Nativité et nous vous demandons, par ce mystère et par l'intercession de Votre Très Sainte Mère, la grâce de l'esprit de pauvreté.

« En ces jours-là, parut un édit de l’empereur, ordonnant de recenser toute la terre - ce premier recensement eut lieu lorsque Quirinius était gouverneur de Syrie. Et chacun allait se faire inscrire dans sa ville d'origine. Joseph, lui aussi, quitta la ville de Nazareth en Galilée, pour monter en Judée, à la ville de David appelée Bethléem, car il était de la maison et de la descendance de David. Il venait se faire inscrire avec Marie, son épouse, qui était enceinte. Or, pendant qu’ils étaient là, arrivèrent les jours où elle devait enfanter. Et elle mit au monde son fils premier-né; elle l’emmaillota et le coucha dans une mangeoire, car il n’y avait pas de place pour eux dans la salle commune »

— Lc 2,1-7
Je vous salue, Marie pleine de grâces ; le Seigneur est avec vous. Vous êtes bénie entre toutes les femmes, et Jésus, né dans une étable à Bethléem, le fruit de vos entrailles, est béni. Sainte Marie, Mère de Dieu, priez pour nous pauvres pécheurs, maintenant et à l'heure de notre mort. Amen.
- Images de la Nativité

## La Présentation de Jésus au Temple

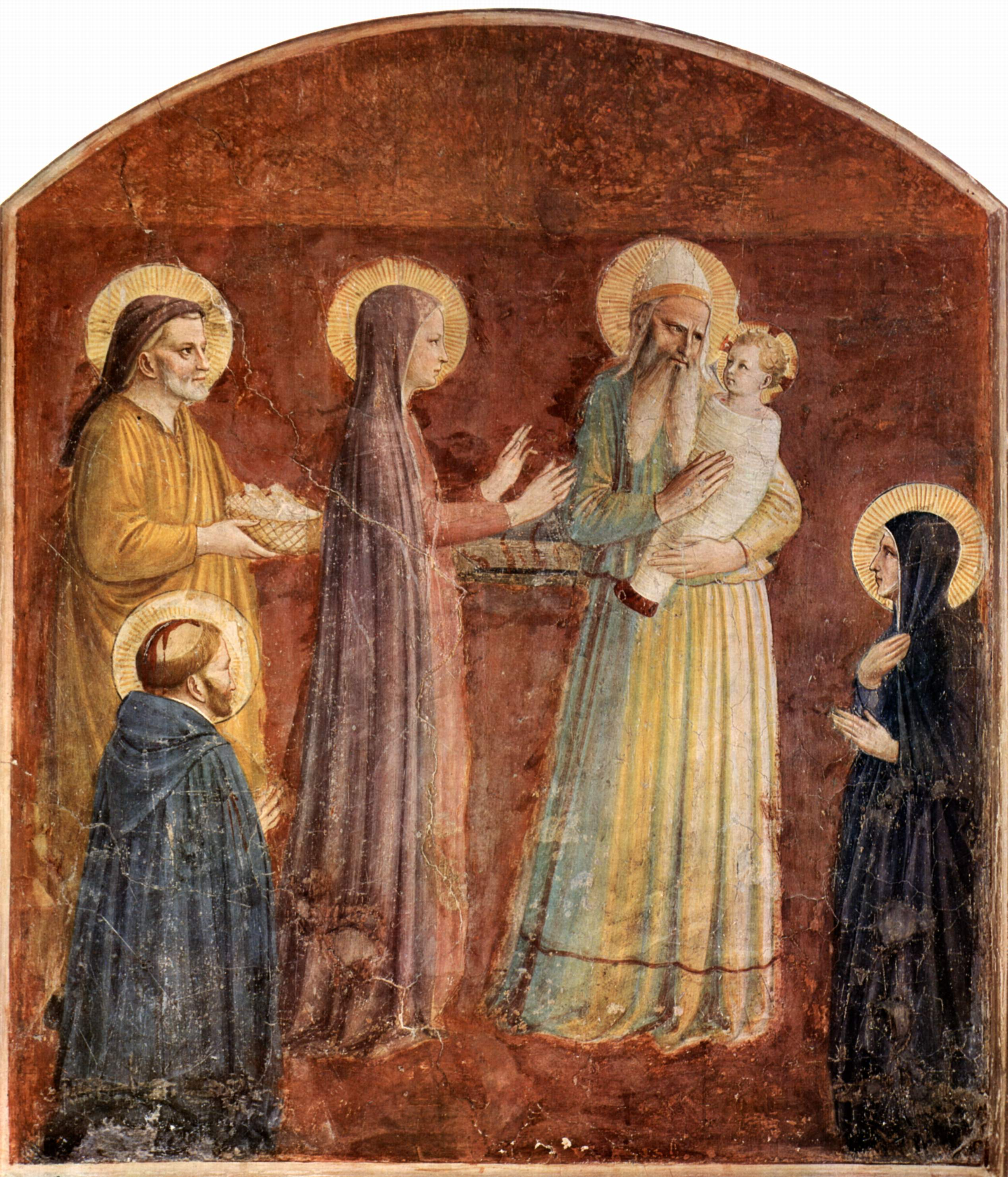

La Présentation de Jésus au Temple (Praesentatio)
Nous vous offrons, Seigneur Jésus, cette dizaine en l'honneur de la Présentation et nous vous demandons, par ce mystère et par l'intercession de Votre Très Sainte Mère, la grâce de la pureté et de l'obéissance.

« Quand arriva le huitième jour, celui de la circoncision, l’enfant reçut le nom de Jésus, le nom que l’ange lui avait donné avant sa conception. Quand arriva le jour fixé par la loi de Moïse pour la purification, les parents de Jésus le portèrent à Jérusalem pour le présenter au Seigneur, selon ce qui est écrit dans la Loi: Tout premier-né de sexe masculin sera consacré au Seigneur »

— Lc 2, 21-24
Je vous salue, Marie pleine de grâces ; le Seigneur est avec vous. Vous êtes bénie entre toutes les femmes, et Jésus, reconnu par Syméon comme le Sauveur, le fruit de vos entrailles, est béni. Sainte Marie, Mère de Dieu, priez pour nous pauvres pécheurs, maintenant et à l'heure de notre mort. Amen.
- Images de la Présentation de Jésus au Temple

## Le Recouvrement de Jésus au Temple

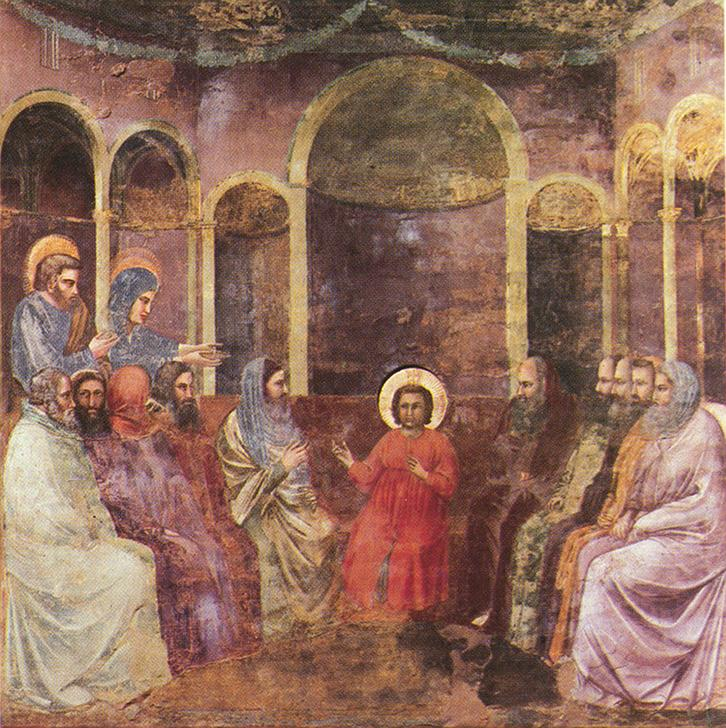

Le Recouvrement de Jésus au Temple (Inventio in Templo), retrouvé par ses parents alors qu'enfant, il parlait aux Docteurs de la Loi, étonnés.
Nous vous offrons, Seigneur Jésus, cette dizaine en l'honneur du Recouvrement et nous vous demandons, par ce mystère et par l'intercession de Votre Très Sainte Mère, la grâce de rechercher Dieu en toute chose.

« Chaque année, les parents de Jésus allaient à Jérusalem pour la fête de la Pâque. Quand il eut douze ans, ils firent le pèlerinage suivant la coutume. Comme ils s’en retournaient à la fin de la semaine, le jeune Jésus resta à Jérusalem sans que ses parents s’en aperçoivent. Pensant qu’il était avec leurs compagnons de route, ils firent une journée de chemin avant de le chercher parmi leurs parents et connaissances. Ne le trouvant pas, ils revinrent à Jérusalem en continuant à le chercher. C’est au bout de trois jours qu’ils le retrouvèrent dans le Temple, assis au milieu des docteurs de la Loi: il les écoutait et leur posait des questions, et tous ceux qui l’entendaient s’extasiaient sur son intelligence et sur ses réponses »

— Lc 2, 41-47
Je vous salue, Marie pleine de grâces ; le Seigneur est avec vous. Vous êtes bénie entre toutes les femmes, et Jésus, retrouvé dans le Temple chez son Père, le fruit de vos entrailles, est béni. Sainte Marie, Mère de Dieu, priez pour nous pauvres pécheurs, maintenant et à l'heure de notre mort. Amen.
- Images du Recouvrement de Jésus au Temple

## Galerie

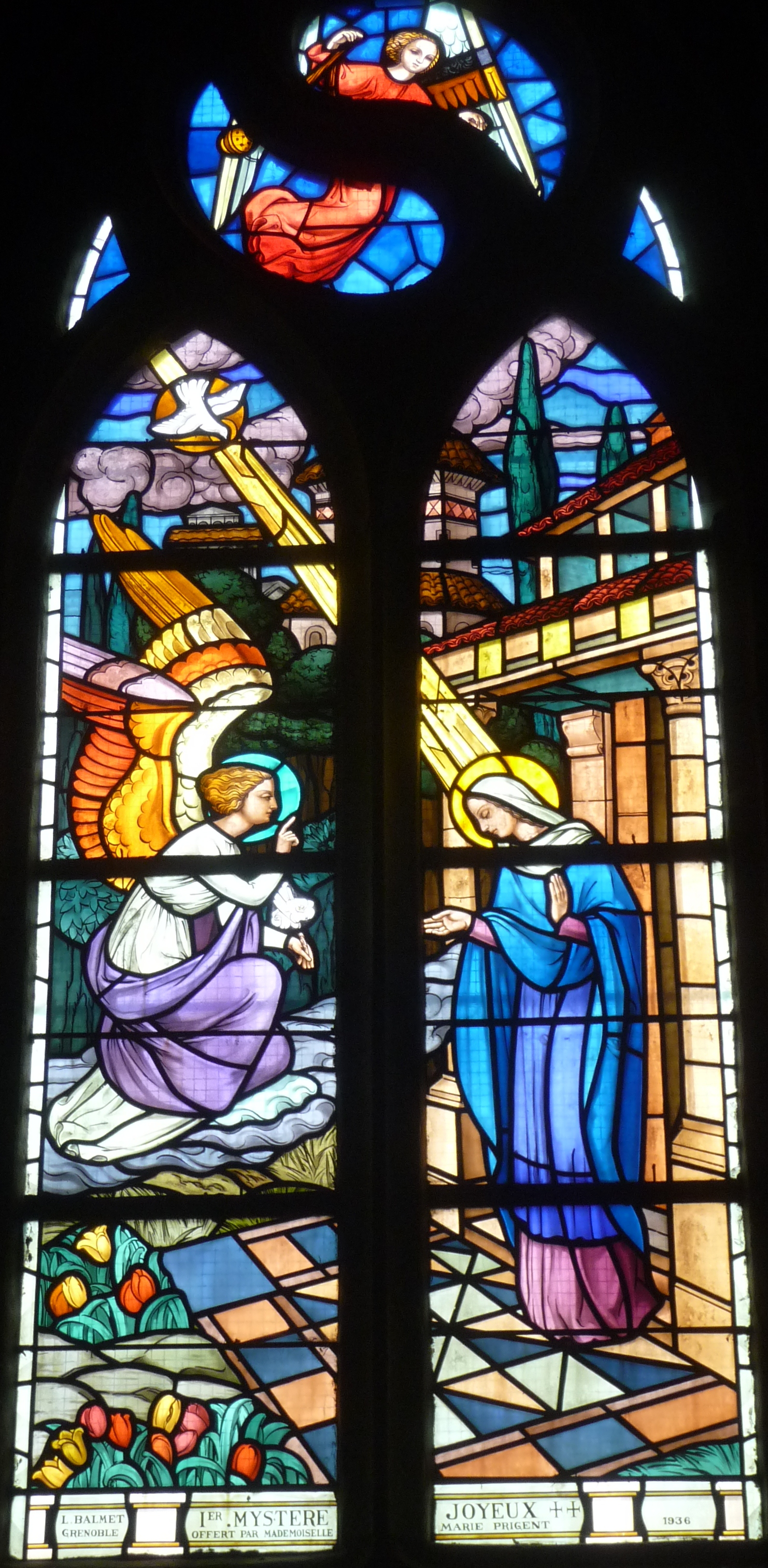
Chapelle Notre-Dame de Lambader : vitrail, les mystères du Rosaire, le 1er mystère joyeux (l'Annonciation).
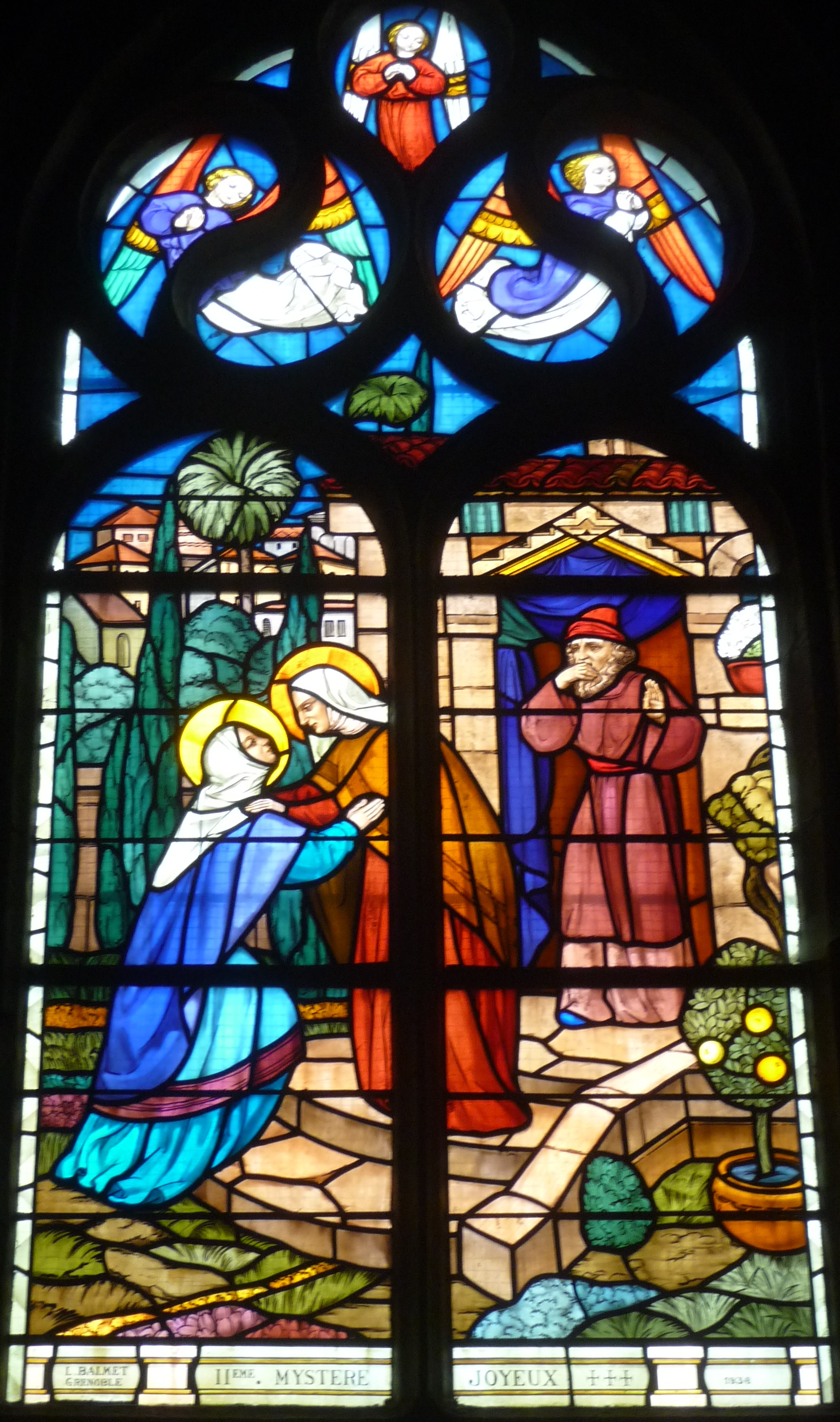
Chapelle Notre-Dame de Lambader : vitrail, les mystères du Rosaire, le 2e mystère joyeux (la Visitation).
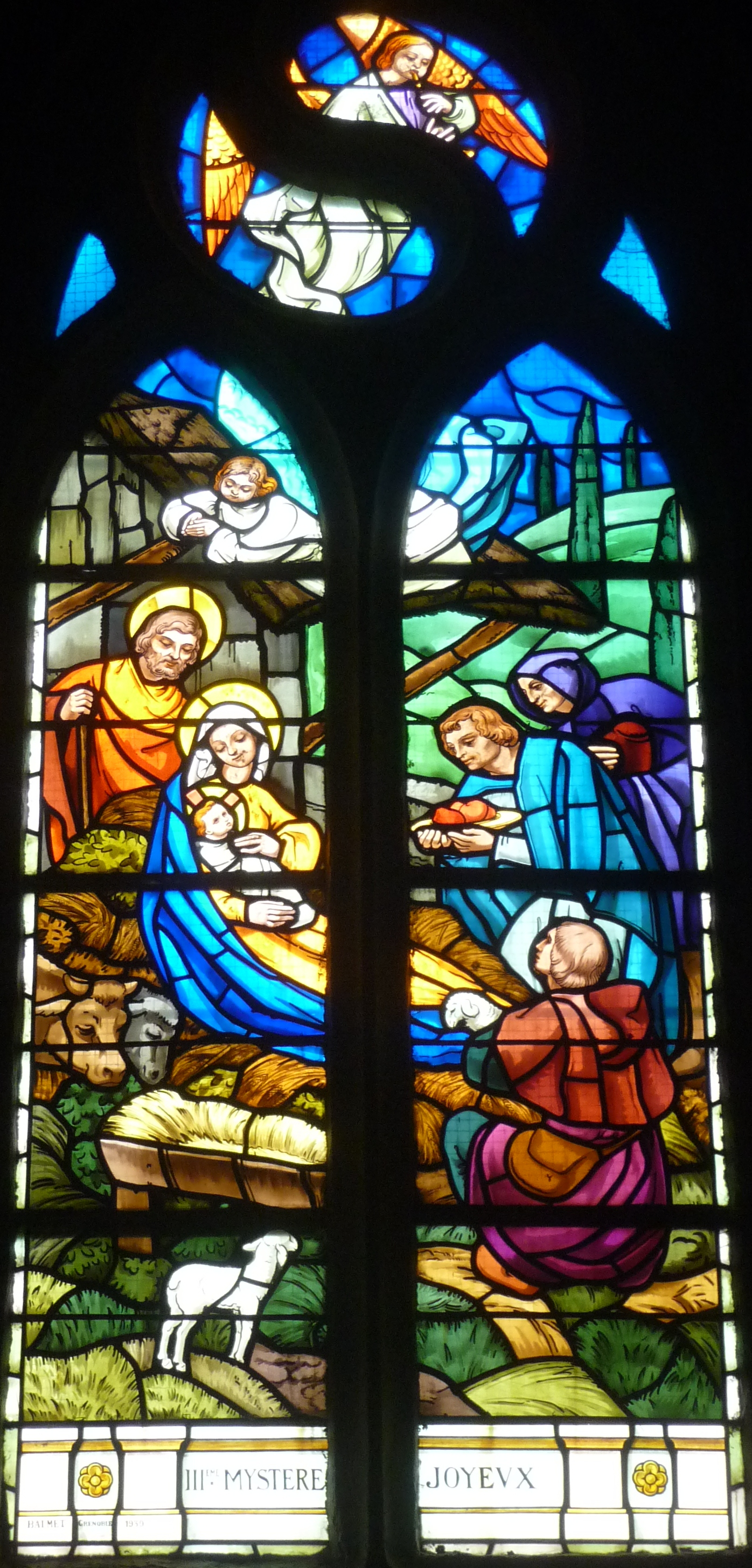
Chapelle Notre-Dame de Lambader : vitrail, les mystères du Rosaire, le 3e mystère joyeux (la Nativité).
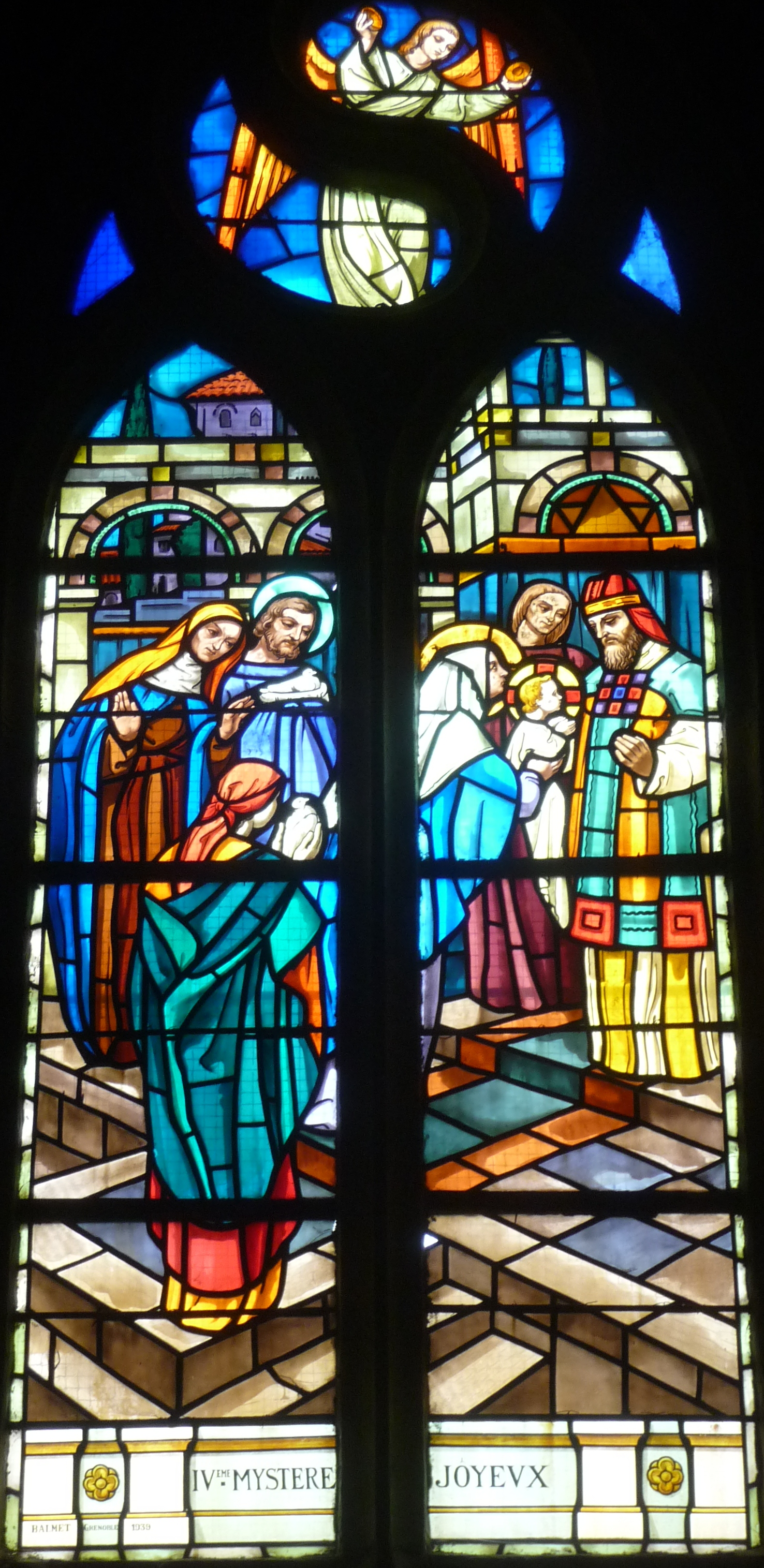
Chapelle Notre-Dame de Lambader : vitrail, les mystères du Rosaire, le 4e mystère joyeux (la Présentation au Temple).
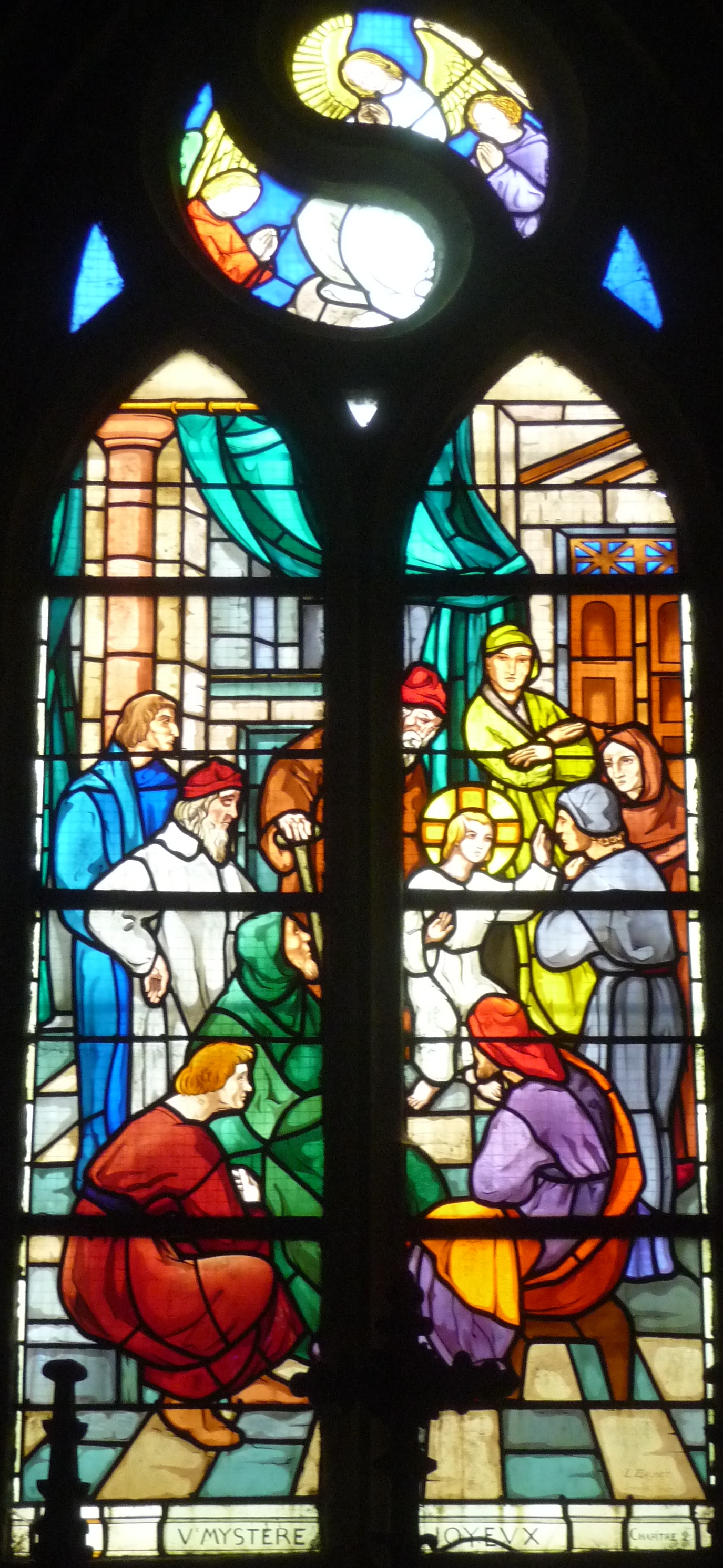
Chapelle Notre-Dame de Lambader : vitrail, les mystères du Rosaire, le 5e mystère joyeux (Jésus enseignant au Temple).